# Jehan de Nuevile
Jehan de Nuevile (1200 circa – 1250 circa) è stato un troviero, secondo figlio di Eustache de Nuevile, un nobiluomo minore che aveva possedimenti a Neuville-Vitasse, nei pressi di Arras.
Jehan eredita il patrimonio alla morte di suo fratello maggiore, Eustache. Lui stesso muore entro il 1254, quando suo fratello minore, Gilles, risulta signore a Neuville.
Colart le Boutellier dedicò una delle sue canzoni a Jehan. La canzone L'autrier par un matinet, dedicata a Colart, potrebbe essere la risposta di Jehan, sebbene vi siano attribuzioni contrastanti. Lo Chansonnier du Roi (BnF fr.844) ascrive sedici chansons courtoises a Jehan nei suoi indici, benché sei di queste siano attribuite a due altri poeti, Gautier d'Espinal e Guiot de Dijon, nelle rubriche. Solo tre componimenti di Jehan sopravvivono con melodie nello Chansonnier du Roi e questi sono i suoi soli che appaiono in altri manoscritti:
- Desoremais est raison
- Quant li boscages retentist
- L'autrier par un matinet

Le chansons di Jehan sono generalmente eptasillabiche e isometriche e tutte nella forma bar. Ci è pervenuta con il nome di Jehan un complainte, in una variante in antico francese del planh in antico occitano, una forma rara nella Francia settentrionale. La sua musica è andata perduta.

## Fonti
- (EN)  Theodore Karp. "Jehan de Nuevile." Grove Music Online. Oxford Music Online. (url consultato il  20 settembre 2008).